# Kubanisch Reisen
Kubanisch Reisen, Originaltitel: Lista de espera (deutsch: Warteliste), ist ein kubanischer Spielfilm von Juan Carlos Tabío aus dem Jahr 2000. Das Drehbuch orientierte sich am gleichnamigen Roman von Arturo Arango.

## Handlung
Der Film zeigt die Situation der öffentlichen Verkehrsmittel in Kuba, die entweder zu spät oder überfüllt die Haltestellen erreichen. Im Weiteren zeigt der Film auch den Umgang der Menschen mit solchen alltäglichen Problemen sowie ihre allgemeine Lebenseinstellung.
Der Film spielt sich in einer Station in Zentralkuba ab, wo eine Reihe von Menschen auf einen Bus warten, der nicht genug Plätze für die Reisenden aufweist. Als dann der letzte Bus des Tages kaputt geht, scheint die Situation völlig aussichtslos. Die Reisenden lassen sich davon nicht abschrecken und versuchen den Bus mit vereinten Kräften zu reparieren. Dadurch kommen die besonderen Fähigkeiten eines blinden Passagiers zum Vorschein, es werden Paare unter den Reisenden gebildet und gemeinschaftlich gearbeitet. So machen alle das Beste aus ihrer Situation und verwandeln die Haltestelle in ein Paradies, aber dieses scheint in Gefahr, weil unter anderem Jacquelines spanischer Verlobter auftaucht und so ihre neue Beziehung zu dem Reisenden Emilio gefährdet ist.

## Auszeichnungen
Kubanisch Reisen war als Bester ausländischer Film in spanischer Sprache für den Goya 2001 nominiert.

## Kritiken
„Diesem Treiben zuzusehen, bereitet ungeheures Vergnügen, vor allem wegen des grandiosen Schauspielerensembles, aus dem neben Cruz sein Partner aus ‚Erdbeer und Schokolade‘ genannt sei: Jorge Perugorria, der einen tatkräftigen Blinden spielt, der sehr gut sehen kann.“

„Mit Ironie, emotionaler Wärme und magischem Realismus zeichnet Tabío das Traumbild eines sozialistischen Glücks, in dem nur das Zwischenmenschliche zählt.“

„Zu lang und gelegentlich auch -weilig ist der Film, um jenseits eines gewissen Genusses an freundlicher Berieselung mit herzensguten Menschen und Geschichten wirklich zu unterhalten, der wenige Humor der Ausgangssituation wird mehr und mehr von Gutmütigkeit bis zur Sentimentalität verdrängt.“